# Räume
Räume ist ein Dokumentarfilm des ZDF von Helke Misselwitz und Petra Tschörtner aus dem Jahr 1990.

## Handlung
Dieser Farb-Dokumentarfilm beginnt mit dem Treffen einer Ost-Berliner Familie in der elterlichen Wohnung, bei dem der Vater versucht, dem Zuschauer die Familienmitglieder vorzustellen. Da ihm das aber nicht problemlos gelingt, übernimmt die Mutter diese Aufgabe und beginnt mit ihrem Mann, einem gelernten Maurer, mit dem sie seit 34 Jahren verheiratet ist und der seit 25 Jahren bei der Berliner Müllabfuhr arbeitet. Weiter geht die Vorstellung mit dem Sohn René, einem gelernten Koch, der jetzt als Kraftfahrer ebenfalls bei der Müllabfuhr arbeitet. Neben ihm sitzt mit Manuela das älteste Kind und einzige Mädchen in der Familie, eine gelernte Fleisch- und Wurstwarenverkäuferin, mit ihren beiden Kindern. Weiter geht es mit dem jüngsten Sohn André, einem ebenfalls gelernten Koch, der jetzt auch in den Betrieb des Vaters wechselte und dort als Kraftfahrer arbeiten wird. Neben ihm sitzt Anke, eine Krippenerzieherin, mit der er jetzt seit fünf Jahren befreundet ist. Schließlich folgt der älteste Sohn, ein gelernter Kfz-Schlosser, der jetzt als Kraftfahrer bei der Müllabfuhr arbeitet. Er wird begleitet von seiner Frau Simone, einer Krankenschwester aus der Charité, und den zwei Kindern. Zum Schluss kommt die Mutter noch auf sich selbst zu sprechen und erzählt, dass sie gelernte Einzelhandelskauffrau ist, davon 14 Jahre als Fleisch- und Wurstverkäuferin gearbeitet hat und den Beruf jetzt aus gesundheitlichen Gründen nicht mehr ausüben kann. 
Weiter geht die Geschichte mit einem Blick in das Schlafzimmer, wo seit 1956 der Brautschleier, inklusive Blumenstrauß und Ansteckstrauß für den Ehemann, in Papier eingewickelt aufbewahrt wird. Beim Auswickeln zerfällt natürlich der Rosenstrauß, aber trotzdem kann sich das Ehepaar den Rest noch einmal anlegen. Dabei erzählen sie auch, dass sie 1961 am Tag vor dem Mauerbau in West-Berlin einen Mietvertrag für eine Wohnung unterschrieben hätten, die sie aber durch die Grenzziehung nicht mehr beziehen konnten. Obwohl beide in den folgenden Jahren oft darüber gesprochen hatten, was hätte werden können, haben sie nicht bedauert im Osten geblieben zu sein. Eine große Rolle spielte dabei, dass das erste Kind bereits geboren war. Auf keinen Fall hatte die Ehefrau die Absicht, einmal vier Kinder zu bekommen, es waren eben Unglücksfälle, wie sie sich ausdrückt, die sie aber nicht bereut hat.
Wieder zurück an der Kaffeetafel kommt das Gespräch auf das Leben nach dem Fall der Mauer. Besonders die jungen Leute stellen fest, dass es mit dem neuen Leben auch Probleme gibt. Besonders, dass man jetzt auch nicht sagen kann, was man will, nur früher waren es die politischen Verhältnisse und heute sind es Probleme mit den Vorgesetzten, die ihre Machtposition ausnutzen. Auch wird bemängelt, dass die Westbürger immer behaupten, die Ostbürger müssten erst einmal lernen zu arbeiten. Doch auch diese Themen finden einmal ein Ende und der Abend endet als Tanzvergnügen.
Da es sich um eine „Müllarbeiterfamilie“ handelt, werden die Männer am Schluss des Films auch bei ihrer Arbeit gezeigt. Dabei stellen sie fest, dass sich der Müllanfall seit den offenen Grenzen und der Einführung der D-Mark mindestens verdoppelt habe. Mit dem Entladen des eingesammelten Mülls auf der Kippe endet auch der Film.

## Produktion und Veröffentlichung
In der Wendezeit erhielten Helke Misselwitz und Petra Tschörtner den Auftrag, einen Beitrag für das 3sat-Frauenmagazin Nova zu drehen. Auf der Basis früher Fotografien von Helga Paris porträtierten sie eine Berliner Müllfahrerdynastie in einem Farbfilm, mit Einblendungen von einzelnen Schwarzweißfotografien vergangener Jahre, der 1990 im Fernsehen gesendet wurde.